# 第一世代遊戲機
第一世代的遊戲機历史從1972年持續到1977年。由于生产过剩及以微处理器为核心的家用主机开始进入市场，當年不少生產《乓》類型游戏的中小型公司因沒有利潤而退出市場（1977年电子游戏业萧条），而在日本，此世代則持續至1980年。
第一世代游戏机的某些特征包括有：
- 基于分立式晶体管的数字逻辑。
- 游戏是与在主机上的固定元素进行的，而非基于外放式或可移动的媒体。
- 全部的游戏区域仅仅占据单个画面。
- 画面上的物体仅包括简单的点、线或方块。
- 游戏图像颜色单一（早期的图像颜色大多是黑白或两种颜色的组合；后来有四种或更多）
- 单声道输出或没有音频输出
- 与第二世代主机比较：缺少微处理器、只读存储器（ROM）、动态转换场景、精灵图和彩色图像。

## 互動式電視
互動式電視是電視工程師拉夫·貝而（Ralph Baer）在1951年於紐約市布朗克斯為羅拉公司從無到有組建一台電視時構想出來的。1966年他在身兼桑德斯聯合股份有限公司（Sanders Associates）設備設計部首席工程師暨經理時進一步探討了這些想法。貝而創造了一個簡單的雙人玩電子遊戲：《追擊》（Chase），可在一個標準電視機上玩，該遊戲是在屏幕上顯示在兩個點代表雙方並追趕對方。經過向該公司的研究開發董事赫伯特‧坎普曼（Herbert Campman）展示後，一些資金分配到該項目並且它從此「轉正」。1967年比爾·哈里森（Bill Harrison）加入參與開發，以玩具枪为原型的光线枪也被设计出来，用于瞄准由另一位玩家移动的目标。
比爾·魯斯克（Bill Rusch）的加入加速了開發的速度，一个由机器控制的点被加入到游戏中，用以开发一个乒乓游戏（并非众人熟知的“乓”）。隨著經費水漲船高更多的遊戲被創造出來。貝而有了將產品賣給有線電視公司的主意，這些有線電視可以傳輸靜態圖片當做遊戲背景。1968年2月他們向電子提詞機公司副總裁休伯特·施拉飛（Hubert Schlafly）展示產品原型機，休伯特便與桑德斯公司簽定協議。有線電視產業在六十年代後和七十年代初表現不佳，資金欠缺意味著桑德斯必須從其他管道找錢。硬體開發繼續，而遊戲以最終版兩個控制器、一把光線槍、以及16個開關的終端以控制選擇哪個遊戲進行的「棕盒子」原型定案。貝而接洽許多美國電視製造商，最終在1969年晚期與米羅華（Magnavox）簽定條款。米羅華公司對棕盒子的主要改動是使用插銷電路來變更遊戲，並且刪除彩色圖形功能，支持半透明彩色覆蓋以節省製造成本。它在1972年5月以米羅華奧德賽（Magnavox Odyssey）之名發行。

## 數位電子產品
奧德賽是利用類比（給輸出與遊戲控制用）與數位電子線路相結合建造。許多收藏家困惑於個別元件而指出它是類比系統。然而，遊戲及邏輯本身是以二極電晶體邏輯電路（DTL）——一種常見的利用個別電晶體與二極體的前電晶體－電晶體邏輯（TTL）數位設計元件實現。同樣的，拉爾夫·貝而本人認為該系統是屬於數位機器。
奧德賽在當時並非大賣，導因於場營銷限制，雖然有一段時間生產類似產品的其他公司（包括Atari）必須支付許可費。在此時它是桑德斯最最賺錢的產品線，即使許多公司早就不支持遊戲的開發。

《乓》街機版

在美國，許多最早的遊戲利用數位電子裝置在大學大型計算機上執行，這些遊戲是個別用戶在其閒暇時間開發出來的。1961年，一群在麻省理工學院的學生在一台DEC PDP-1上寫出《太空戰爭！》（Spacewar!）。1970年，諾蘭·布希內爾首次在猶他州立大學看到《太空戰爭！》。由於布希內爾認定該遊戲街機版深具商業潛力，他親手焊了一台自制的電腦，讓這遊戲可以在黑白電視上進行。不過結果的遊戲：《電腦空間》（Computer Space）生意並不是很好，布希內爾開始尋找新的點子。1971年他看到了米羅華奧德賽的展示，並雇用了艾爾·爾康（Al Alcorn）以製造街機版本的奧德賽乒乓遊戲（利用電晶體－電晶體邏輯），該遊戲被稱為《乓》。
家用電子遊戲隨著1975年聖誕節《乓》家用版發行取得了廣泛的普及。它激勵了上百種複製品的製作，包括Coleco Telstar，該機種後來以其自己的專利成功，並隨後生產超過一打的機型。
第一個家用機帶有中央處理單元的是第二世代的家用機於1976年8月發行的Fairchild Channel F，該機型是根據Fairchild F8改进而來的。布希內爾的公司雅达利於1977年發行了利用MOS 6502開發的雅达利2600。

## 比較
| 名稱          | 米羅華奧德賽                                    | 米羅華奧德賽系列 | TV Tennis             | 乓                                                        |
| ------------- | ----------------------------------------------- | ---------------- | --------------------- | --------------------------------------------------------- |
| 製造商        | 美格福斯                                        | 美格福斯         | Epoch                 | 雅達利                                                    |
| 家用機        |                                                 |                  |                       |                                                           |
| 發售價        | 100美元                                         | 100-230美元      | 19,500日元            | 98.95美元                                                 |
| 發行日        | - 北美：1972年8月 - 欧洲：1973年 - 日本：1974年 | - 北美：1975年   | - 日本：1975年9月12日 | - 北美：1972年 （街機） - 北美：1975年12月 （家用遊戲機） |
| 媒體          | 印刷电路板                                      | 多種類           | 內置晶片              | 內置晶片                                                  |
| 週邊 （零售） | 光線槍                                          | 不適用           | 無線控制器            | 不適用                                                    |
| 销量          | 330,000                                         | 不适用           | 10,000                | 150,000                                                   |

| 名稱          | Binatone TV Master | Coleco Telstar系列                   | Color TV-Game系列 |
| ------------- | ------------------ | ------------------------------------ | ----------------- |
| 製造商        | Binatone           | Coleco                               | 任天堂            |
| 家用機        |                    |                                      |                   |
| 發售價        | 35英磅             | 50美元                               | 8,300-48,000日元  |
| 發行日        | - 北美：1976年     | - 北美：1976年                       | - 日本：1977年    |
| 媒體          | 內置晶片           | 內置晶片（其他） 卡匣（Telstar街機） | 內置晶片          |
| 週邊 （零售） | 光線槍             | 控制器款式                           | 不適用            |
| 销量          | 不适用             | 一百万                               | 三百万            |

## 外部連結
- （英文）Video Game Consoles (1970-1976) （页面存档备份，存于）
- （英文）The Dot Eaters: Bits From the Primordial Ooze （页面存档备份，存于）
- （英文）ClassicGaming Expo 2000：Baer Describes the Birth of Videogames